# Sophie Avén
Sophie Lovisa Avén, född Hedström 21 juni 1833 i Kjula församling, död 19 augusti 1912 i Hedvig Eleonora församling i Stockholm, var en svensk affärsidkare. 
Hon grundade 1862 Sophie Avéns matvaruaffär i Stockholm. 
Hennes företag omvandlades 1907 till Aktiebolaget Sophie Avén. Företaget övertogs 1952 av Martin Olsson Speceri- och Kaffehandel.